# Alpha (Asia)
| Recensione              | Giudizio   |
| ----------------------- | ---------- |
| AllMusic                | [ 4 ]      |
| Progarchives            | [ 5 ]      |
| Sputnikmusic            | 3.0 (Good) |
| Dizionario del Pop-Rock | [ 7 ]      |
| 24.000 dischi           | [ 8 ]      |

Alpha è il secondo album discografico del supergruppo britannico Asia, pubblicato dalla Geffen Records nel luglio del 1983.
Dopo il grande successo commerciale del loro primo album, Asia, Alpha vendette relativamente poco ed era considerato una delusione per alcuni fan.

## Tracce
Lato A: Alpha

Testi e musiche di John Wetton e Geoff Downes, eccetto dove indicato.
1. Don't Cry – 3:41
2. The Smile Has Left Your Eyes – 3:13 (John Wetton)
3. Never in a Million Years – 3:46
4. My Own Time (I'll Do What I Want) – 4:49
5. The Heat Goes On – 5:00

Lato B: Beta

Testi e musiche di John Wetton e Geoff Downes.
1. Eye to Eye – 3:14
2. The Last to Know – 4:40
3. True Colors – 3:53
4. Midnight Sun – 3:48
5. Open Your Eyes – 6:26

## Formazione
- John Wetton - voce solista, basso
- Steve Howe - chitarre
- Geoff Downes - tastiere
- Carl Palmer - batteria

Note aggiuntive
- Mike Stone - produttore (per la Mike Stone Enterprises Ltd.)
- Registrazioni effettuate al Le Studio (Morin-Heights, Québec, Canada) ed al Manta Sound (Toronto, Ontario, Canada) tra il febbraio ed il maggio del 1983
- Mike Stone e Paul Northfield - ingegneri delle registrazioni e del mixaggio
- Frank Opolko e Rob Whelan - assistenti ingegneri delle registrazioni e del mixaggio
- Mixaggio effettuato al Le Studio (Morin-Heights, Québec, Canada)
- Brian Lane - management
- Roger Dean - design copertina album[12]

## Classifiche
| Classifica (1983) | Posizione massima |
| ----------------- | ----------------- |
| Canada            | 10                |
| Francia           | 19                |
| Giappone          | 4                 |
| Germania          | 11                |
| Italia            | 13                |
| Norvegia          | 8                 |
| Paesi Bassi       | 9                 |
| Regno Unito       | 5                 |
| Stati Uniti       | 6                 |
| Svezia            | 9                 |
| Svizzera          | 10                |